# 100 років Національній академії наук України (срібна монета)
«100 ро́ків Націона́льній акаде́мії нау́к Украї́ни» — срібна ювілейна монета номіналом 20 гривень, випущена Національним банком України. Присвячена багатьом поколінням учених Національної академії наук України, яка створена в листопаді 1918 року як Українська академія наук та є вищою науковою самоврядною організацією, найбільшим вітчизняним центром наукових досліджень. Учені Національної академії наук принесли на вівтар науково-технічного прогресу чимало результатів фундаментальних і прикладних досліджень світового рівня. Багате історичне минуле та потужний науковий і науково-технічний потенціал дають їй можливість бути одним із провідних наукових центрів світу, зберігати академічні традиції в організації наукових досліджень.
Монету було введено в обіг 10 жовтня 2018 року. Вона належить до серії «Інші монети».

## Опис та характеристики монети
| Номінал грн. | Метал            | Маса, грам   | Діаметр, мм. | Якість виготовлення | Гурт                           | Тираж, штук |
| ------------ | ---------------- | ------------ | ------------ | ------------------- | ------------------------------ | ----------- |
| 20           | срібло 925 проби | 62,2 / 67,25 | 50,0         | пруф                | гладкий із заглибленим написом | 2 500       |

### Аверс
На аверсі монети розміщено: малий Державний Герб України (угорі ліворуч), під яким напис «УКРАЇНА», угорі праворуч — номінал: «20/ГРИВЕНЬ», у центрі на матовому тлі написи: «ЗАКОН/ УКРАЇНСЬКОЇ/ ДЕРЖАВИ/ ПРО ЗАСНУВАННЯ/ УКРАЇНСЬКОЇ АКАДЕМІЇ НАУК/ В М. КИЄВІ/ ЗАТВЕРДЖУЮ/ ПАВЛО СКОРОПАДСЬКИЙ/ 14 ЛИСТОПАДА 1918 РОКУ М. КИЇВ», під написами факсиміле П. Скоропадського; унизу — відбиток печатки Української держави (елемент оздоблення — локальна позолота), по обидва боки від якого роки «1918» та «2018».

### Реверс
На реверсі монети у центрі зображено жовту будівлю Президії Національної академії наук України (елемент оздоблення — локальна позолота), над якою напис «100/ РОКІВ»; по колу розміщено портрети президентів Національної академії наук України з підписами: «ВОЛОДИМИР ВЕРНАДСЬКИЙ» (угорі), «ОРЕСТ ЛЕВИЦЬКИЙ» (праворуч), «МИКОЛА ВАСИЛЕНКО» (ліворуч), «ВОЛОДИМИР ЛИПСЬКИЙ» (ліворуч), «ДАНИЛО ЗАБОЛОТНИЙ» (праворуч), «ОЛЕКСАНДР БОГОМОЛЕЦЬ» (унизу ліворуч), «ОЛЕКСАНДР ПАЛЛАДІН» (унизу праворуч), «БОРИС ПАТОН» (унизу в центрі); на матовому тлі внизу напис: «НАЦІОНАЛЬНА/ АКАДЕМІЯ НАУК/ УКРАЇНИ».

## Автори

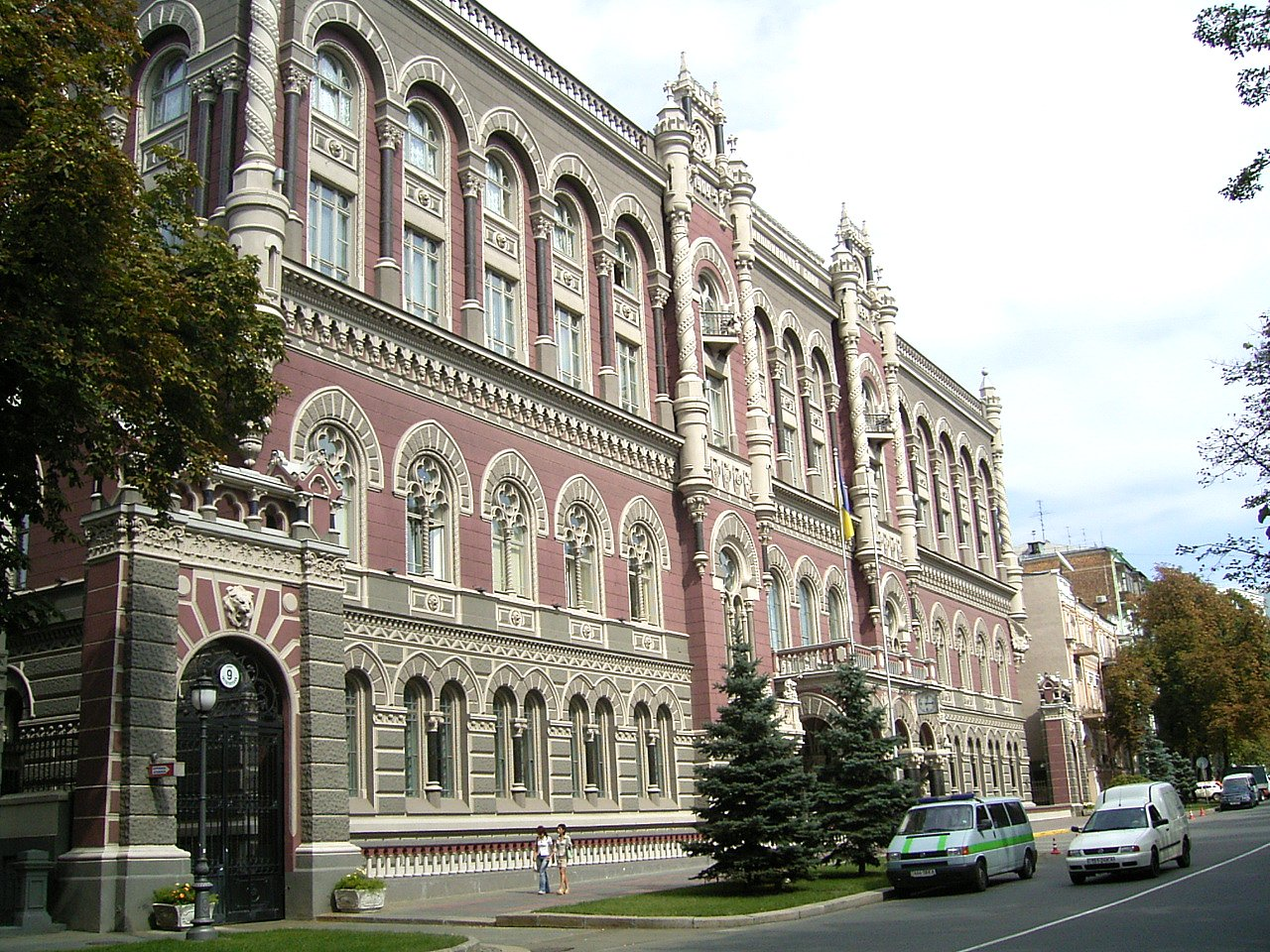
Будівля Національного банку України

- Художники: Таран Володимир, Харук Олександр, Харук Сергій.
- Скульптори: Дем'яненко Володимир, Іваненко Святослав.

## Вартість монети
Під час введення монети в обіг 2018 року, Національний банк України реалізовував монету через свої філії за ціною 1839 гривень.
Фактична приблизна вартість монети, з роками змінювалася так:
| Рік        | 2019  | 2020  | 2021  | 2022  | 2023  | 2024  | 2025  |
| ---------- | ----- | ----- | ----- | ----- | ----- | ----- | ----- |
| Ціна, грн. | 2 250 | 2 250 | 3 000 | 3 600 | 4 300 | 7 800 | 9 800 |